# George Ravenscroft

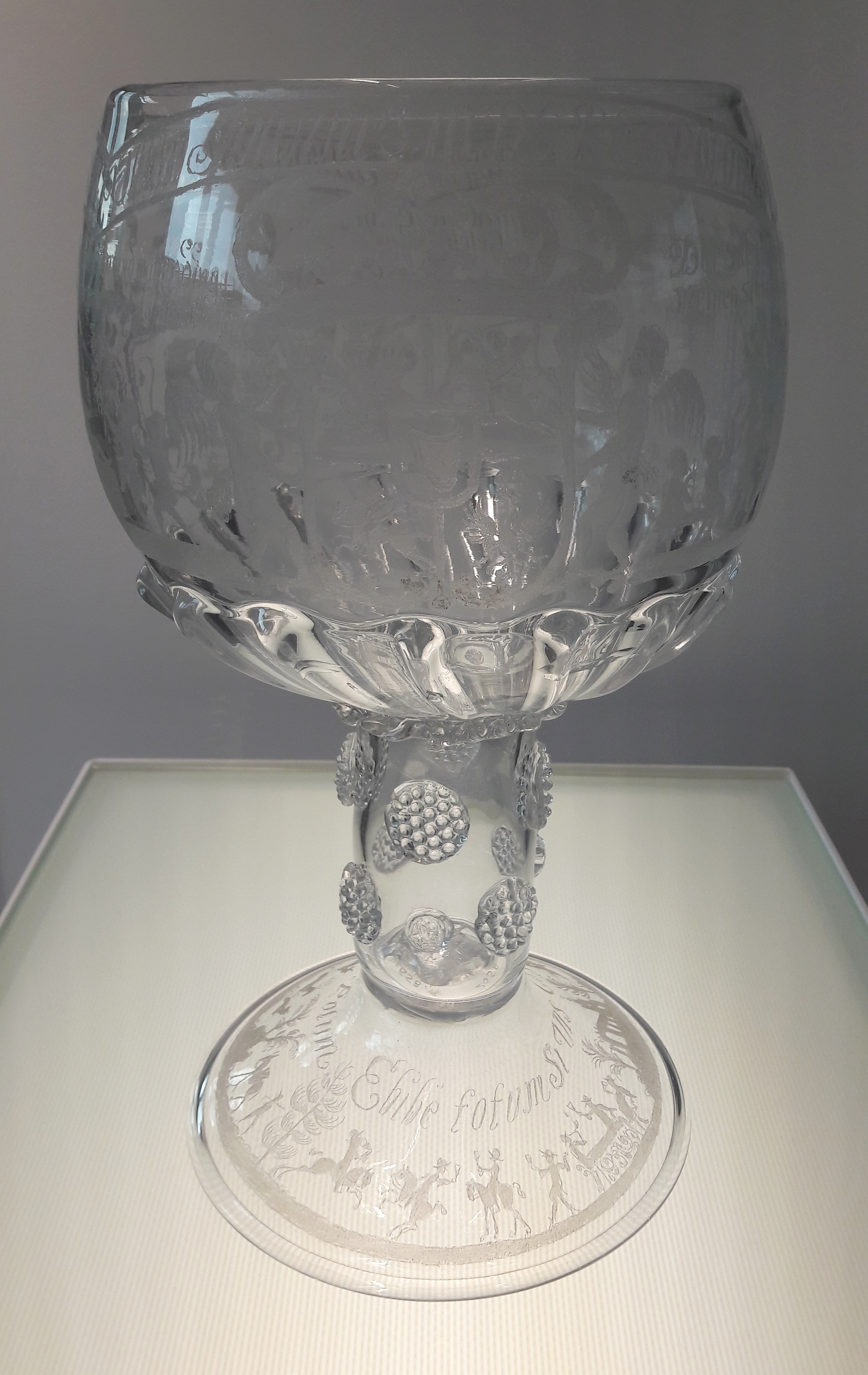
Römer con le insegne di Giovanni III Sobieski e della città di Danzica realizzato nella fabbrica di George Ravenscroft e inciso da Willem Mooleyser, 1677-1678, Museo Nazionale, Varsavia

George Ravenscroft (1632 – 7 giugno 1683) è stato un imprenditore britannico.

## Biografia
Poco si sa della vita personale, del personaggio o dell'aspetto di Ravenscroft, sebbene suo padre lo descrisse, nel suo testamento, come un uomo di famiglia responsabile e un astuto uomo d'affari. 
Era il secondo di cinque figli da genitori cattolici che nascondevano la propria vera fede ma vivevano esteriormente come anglicani, e fu battezzato ad Alconbury Weston nell'Huntingdonshire in Inghilterra, nell'aprile del 1633. Dal 1643 al 1651 al Collegio inglese di Douai, nelle Fiandre, per dedicarsi al sacerdozio, ma abbandonò prima di terminare gli studi e tornò a Londra entro il 1666.
Dopo essersi stabilito a Londra e aver avviato un'attività di import/export di successo che lo rese ricco, Ravenscroft sposò Hellen Appleby, originaria dello Yorkshire, nel 1670 o nel 1671 ed ebbe tre figli con lei.  La moglie, rimasta vedova nel 1683, si risposò nel 1684 con Sir Thomas Sheridan, Segretario capo per l'Irlanda (1687-1688). Ravenscroft morì il 7 giugno 1683, a seguito di una paralisi, e fu sepolto nella cappella dei Ravenscroft nella chiesa di San Giovanni Battista a Chipping Barnet, North London. Oggi, a Chipping Barnet, sono a lui intitolati una scuola, un parco, un giardino e una strada, segno dell'importanza che la famiglia Ravenscroft aveva un tempo in quell'area.
Il luogo in cui operò e le attività di Ravenscroft tra il 1651 e il 1666 non sono chiare, sebbene sia certo che abbia vissuto a Venezia per qualche tempo lavorando come commerciante e possibilmente apprendendo le tecniche di fabbricazione del vetro che avrebbe poi portato in Inghilterra. Ad un certo punto avviò con successo un'attività di import/export a Venezia con due dei suoi fratelli, Francis e James.
Ravenscroft si trasferì a Londra nel 1666 e continuò a lavorare nel settore dell'import/export, scambiando merci come ribes, vetro e merletti. Esistono diversi resoconti sul ruolo di Ravenscroft nell'invenzione e nel successivo sviluppo del vetro al piombo. Questo è generalmente accettato di essere vero: durante gli anni Ravenscroft visse a Venezia (tra il 1651 e il 1666) fu coinvolto nel commercio del vetro, non come artigiano ma come commerciante, quindi conosceva e frequentava i produttori di vetro in Italia. Quando Ravenscroft tornò in Inghilterra, diversi produttori di vetro avevano già iniziato a produrre oggetti di vetro che tentavano di imitare il cristallo italiano, e Ravenscroft decise di avviare la propria attività di produzione del vetro mentre gestiva ancora quella di importazione/esportazione.
È probabile che Ravenscroft fosse il direttore e il finanziatore della sua vetreria, ma non fosse attivamente coinvolto nel processo fisico di fabbricazione del vetro, un ruolo che probabilmente era stato svolto da uno o più artigiani suoi dipendenti, come gli italiani signor da Costa o Vincenzo Pompeio, o il suo assistente inglese Hawley Bishopp, che realizzò la propria vetreria, nell'area centrale di Londra, dopo la morte di Ravenscroft. La vetreria di Ravenscroft produceva principalmente bicchieri, ma anche alcune ciotole e teiere.
A questo punto le circostanze relative al ruolo di Ravenscroft nella produzione di cristalli di piombo diventano meno chiare. Ciò è in parte dovuto al fatto che i documenti della metà del XVII secolo sono incompleti, ma è anche in gran parte dovuto al fatto che Ravenscroft era molto riservato sulle materie prime utilizzate e sui processi costruttivi. Vi è la prova che sia stato aiutato da Sir Robert Plot FRS, che gli suggerì di usare le selci dei letti dei fiumi dell'Oxfordshire al posto di quella grigio scuro di Londra e delle costosissime selci bianche dal letto del fiume Po che veniva usata a Murano. Si ritiene ora che il dott. Plot abbia richiesto un campione della sua sabbia che venne descritta come "fine e bianca". Aggiungendo monossido di piombo (sotto forma di polvere di piombo rosso), la polvere sarebbe apparsa rosa pallido, quindi potrebbe aver deliberatamente indotto in errore il dottor Plot e il suo assistente inviati a visitare a Henley sul Tamigi. Probabilmente stava attento a evitare che i concorrenti lo copiassero e desiderava anche fare un accordo con la Worshipful Company of Glass Sellers della London Glass Seller 'Company, alla quale concedeva i diritti esclusivi per acquistare le sue creazioni a prezzi prestabiliti in cambio del finanziamento del suo nuovo laboratorio di Henley-on-Thames, con due squadre di soffiatori di vetro.
Si discute su come, quando e perché Ravenscroft sia stato ispirato a utilizzare il piombo nella produzione del vetro. Alcuni credono che avesse scoperto per caso che aggiungendo ossidi di piombo alla miscela di vetro conferiva al prodotto finale qualità speciali, mentre altri credono che abbia imparato la tecnica a Venezia. 
L'uso del piombo nel vetro era noto in Italia come dimostrato dal 12% di piombo scoperto nello strato di un cammeo bianco del The Portland Vase, un famoso manufatto romano presente nel British Museum Altri sottolineano che il processo era stato documentato in un libro in italiano, L'Arte vetraria, scritto da Antonio Neri nel 1612 e tradotto in inglese da Christopher Merret nel 1662.
Qualunque sia stata l'origine dell'idea, Ravenscroft credeva di avere un prodotto unico da offrire al mercato inglese, quindi si rivolse a Re Carlo II per ottenere un brevetto nel 1674 e stabilire il suo diritto di essere l'unico produttore di vetro al piombo in Inghilterra. Produsse vetro al piombo per un periodo di soli cinque anni, chiudendo la sua attività manifatturiera nel 1679. Il suo brevetto ebbe fine nel 1681.
Nel 1680 si associò alla Vauxhall glassworks, rimanendovi fino alla sua morte nel 1683.

### Vetro cristallo Ravenscroft

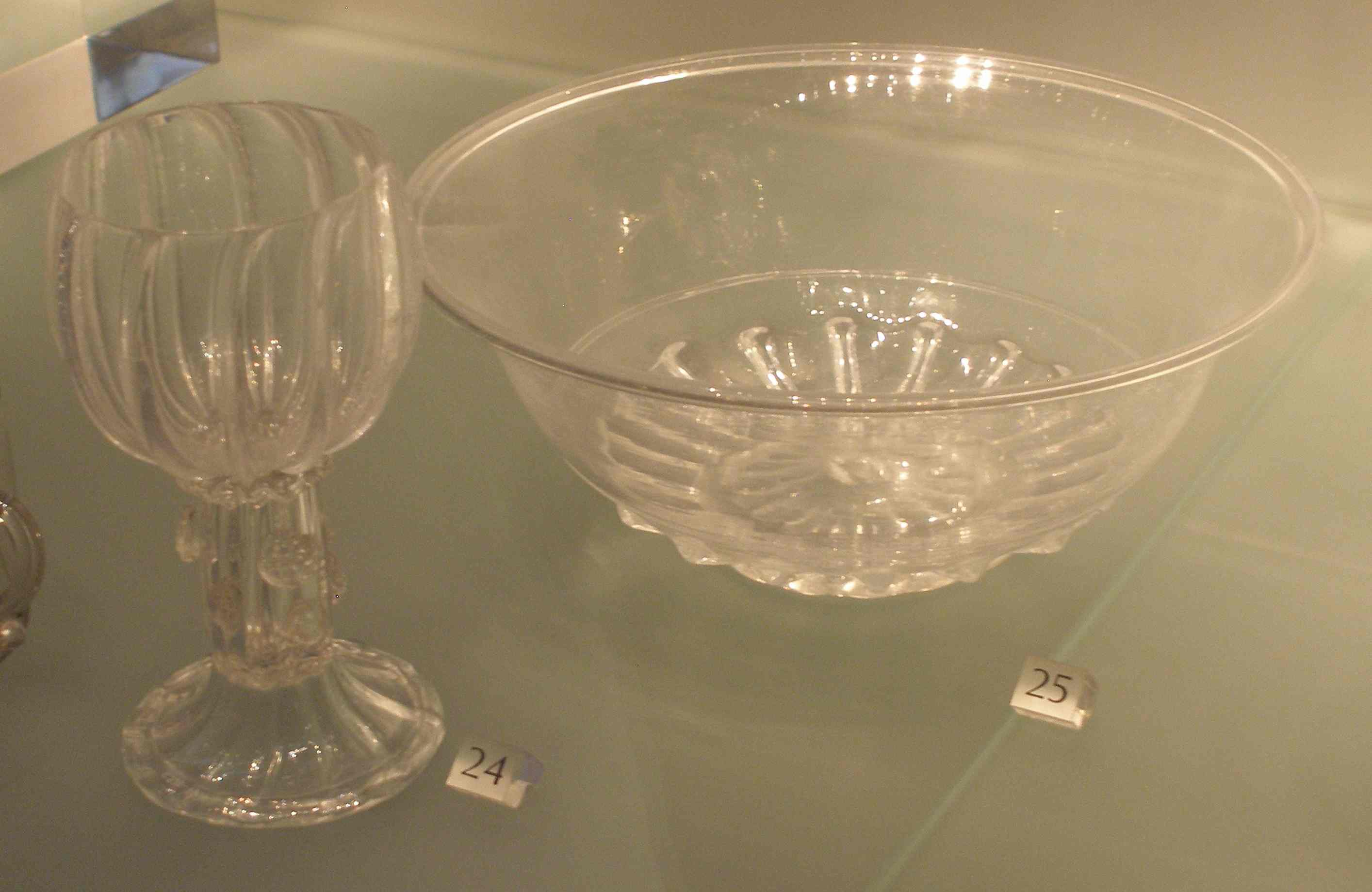
Esemplari di vetro Ravenscroft al Victoria and Albert Museum

I manufatti in vetro di Ravenscroft furono realizzati in due sedi diverse. La struttura principale fu stabilita a Savoy, Londra nel 1673 e una struttura temporanea secondaria tra il 1674 e il 1675 a Henley-on-Thames.
Il primo vetro Ravenscroft (1674-1676) soffriva in genere di deterioramento graduale, inarrestabile, caratterizzato da numerose crepe, che rendevano il vetro non limpido, entro 1 o 2 anni, a causa delle impurità presenti nella miscela vetraria - eccessivamente alcalina o con quantità insufficienti di calce, che funge da stabilizzatore. Queste sono state ipotizzate come possibili cause. Non esistono pezzi conosciuti precedenti a questo periodo.
Questo problema danneggiò la reputazione dell'azienda e Ravenscroft e il suo gruppo lavorarono per risolvere il problema. Ravenscroft annunciò, nel 1676, che il problema era stato risolto e che i nuovi vasi di vetro migliorati avrebbero portato un sigillo (una testa di corvo) per distinguerli dai pezzi precedenti e difettosi. Oggi esiste un piccolo numero (meno di venti) vasi di vetro con il sigillo del corvo, alcuni dei quali sono difettosi e altri no.
Potrebbero esistere altri pezzi creati da Ravenscroft, ma in assenza del sigillo del corvo, che smise di usare nel 1677 circa, o qualsiasi descrizione o disegno, è difficile attribuirgli positivamente particolari pezzi. Alcuni pezzi pensati per assomigliare fortemente al lavoro di Ravenscroft recano un sigillo a "S"; alcuni hanno suggerito che la "S" stia per "Savoy", il principale impianto di produzione di Ravenscroft, mentre altri suggeriscono che la "S" potrebbe significare Southwark, indicando che il vetro potrebbe essere stato concepito da John Bowles e William Lillington nelle loro vetrine a sud di Londra dall'altra parte del fiume.. Potrebbero esserci ancora circa quaranta oggetti in vetro realizzati da Ravenscroft usando la sua nuova formulazione al piombo, ma meno di venti con il sigillo del corvo.
L'aggiunta di ossido di piombo agli ingredienti grezzi del vetro produceva una miscela fusa che aveva una viscosità inferiore rispetto al vetro ordinario, che aveva il vantaggio di avere meno probabilità di contenere bolle d'aria. Ciò rese più facile il soffiaggio, dandogli un "tempo di lavorazione" di circa due minuti senza riscaldamento, e lo rese particolarmente adatto al soffiaggio negli stampi. Il vetro al piombo ha un indice di rifrazione più alto, che rende il suo aspetto scintillante e brillante alla luce. "Suona" quando viene colpito.

## Eredità
Non è noto il motivo per cui Ravenscroft decise di rompere i legami con la London Glass Seller Company e di lasciare l'attività di produzione di vetro nel 1679 (le sue forti convinzioni cattoliche avrebbero potuto renderlo impopolare), ma il suo stile di cristallo al piombo divenne di moda in Inghilterra ed entro 20 anni dal suo brevetto, circa 100 produttori in Inghilterra stavano producendo vetro al piombo. Ravenscroft non "inventò" il cristallo al piombo, poiché altri avevano già scoperto i vantaggi dell'aggiunta di ossido di piombo al vetro, ma migliorò il processo di fabbricazione. Più di una dozzina di pezzi di Ravenscroft sono ancora esistenti e la "robusta semplicità" del loro disegno viene ancora oggi ammirata.